# Тибо III (Шампан)
Тибо III (на френски: Thibaut III de Champagne; * 13 май 1179, Троа, Франция; † 24 май 1201, Троа, Франция) е граф на Шампан, Троа и Бри.

## Живот
Син е на Анри I (1127 – 1181), граф Шампан, и принцеса Мария Френска (1145 – 1198). Брат е на Анри II (1166 – 1197), граф на Шампан и крал на Йерусалим (uxor nomine), Мария Шампанска (ок. 1174 – 1204), женена от 1186 за Балдуин I, император на Константинопол. Внук е крал Луи VII и племенник на Филип II Август и Ричард Лъвското Сърце.
На 1 юли 1199 година в Шартър Тибо се жени за Бланш Наварска(ок. 1177 – 1229), най-малката дъщеря на крал Санчо VI Наварски и инфанта Санча Кастилска.
Тибо III умира по време на подготовката за Четвърти кръстоносен поход.

## Наследник
Наследен е от сина му Теобалд /Тибо/ Постум, наречен така, защото баща му Тибо III умира, когато майка му е още бременна с него. Майка му води за него регентството в Шампан, а Тибо става впоследствие крал на Навара под името Тибо IV Шампан или крал Теобалд I Наварски.